# Arka Gdynia

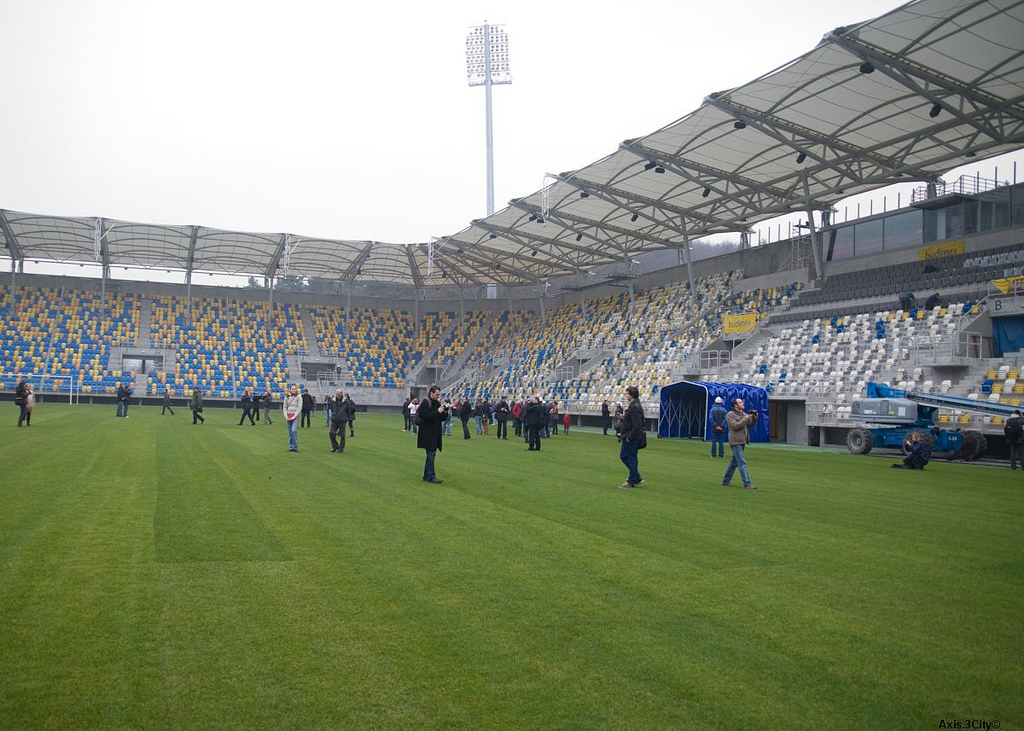
Stadion GOSiR

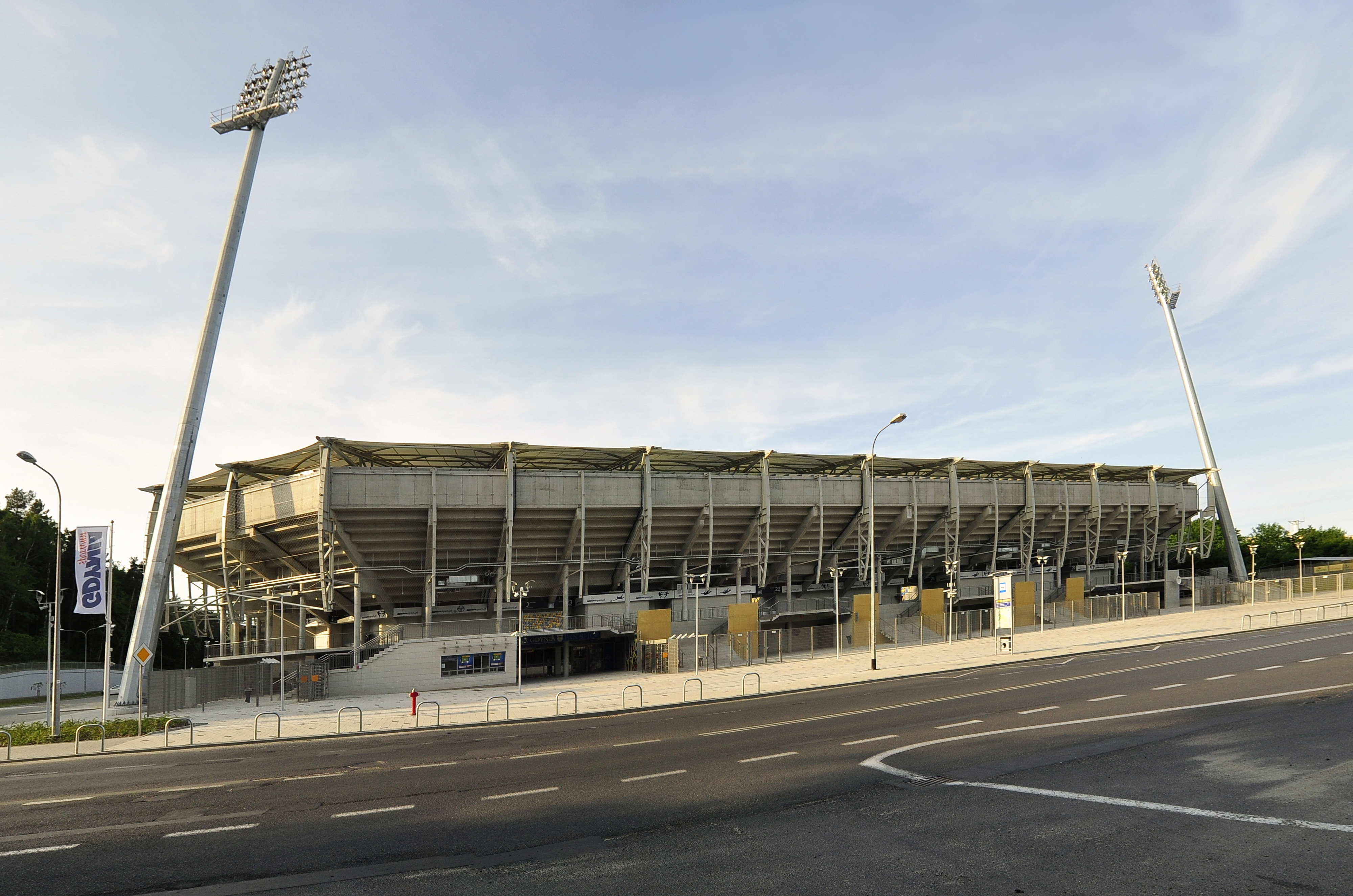
Stadion GOSiR

Arka Gdynia is een Poolse voetbalclub uit de stad Gdynia. De club speelt sinds het seizoen 2016-2017 weer in de Ekstraklasa. In dit seizoen werd direct het bekertoernooi gewonnen, waardoor de club zich plaatste voor de UEFA Europa League 2017/18. Arka Gdynia werd opgericht in 1929. De clubkleuren zijn geel/blauw. 
De Poolse voetbalbond PZPN besloot op 12 april 2007 om Arka Gdynia een klasse terug te zetten. Dit gebeurde naar aanleiding van betrokkenheid van de club bij een corruptieschandaal in Polen. In totaal werden zes Poolse clubs gestraft, waarvan twee ploegen uit de Ekstraklasa: Arka Gdynia en Górnik Łęczna. Naast de degradatie kreeg Arka nog een boete van 200.000 złoty en begon de ploeg het nieuwe seizoen met een aftrek van vijf punten.

## Erelijst
- Poolse beker (2x):

1978/79, 2016/17
- Poolse supercup (2x):

2017, 2018
- I liga (1x)

2015/16

## Statistieken
| Seizoen     | Pos. | Duels | Winst | Gelijk | Verlies | Punten | Doelsaldo |
| ----------- | ---- | ----- | ----- | ------ | ------- | ------ | --------- |
| II liga     |      |       |       |        |         |        |           |
| 2000–2001   | 1    | 40    | 23    | 14     | 3       | 83     | 69-23     |
| I liga      |      |       |       |        |         |        |           |
| 2001–2002   | 12   | 38    | 10    | 18     | 10      | 48     | 39-41     |
| 2002–2003   | 7    | 34    | 12    | 11     | 11      | 47     | 38-34     |
| 2003–2004   | 13   | 30    | 5     | 14     | 11      | 29     | 25-37     |
| 2004–2005   | 3    | 34    | 18    | 10     | 6       | 64     | 44-23     |
| Ekstraklasa |      |       |       |        |         |        |           |
| 2005–2006   | 15   | 30    | 4     | 15     | 11      | 27     | 21-33     |
| 2006–2007   | 11   | 30    | 10    | 10     | 10      | 40     | 43-39     |
| I liga      |      |       |       |        |         |        |           |
| 2007–2008   | 4    | 34    | 19    | 10     | 5       | 62     | 61-30     |
| Ekstraklasa |      |       |       |        |         |        |           |
| 2008–2009   | 13   | 30    | 7     | 9      | 14      | 30     | 27-39     |
| 2009–2010   | 14   | 30    | 7     | 7      | 16      | 28     | 28-39     |

## In Europa
Uitslagen vanuit gezichtspunt Arka Gdynia
| Seizoen                                          | Competitie    | Ronde | Land                           | Club               | Totaalscore | 1e W    | 2e W    | PUC |
| ------------------------------------------------ | ------------- | ----- | ------------------------------ | ------------------ | ----------- | ------- | ------- | --- |
| 1979/80                                          | Europacup II  | 1R    | Vlag van Bulgarije (1971-1990) | Beroe Stara Zagora | 3-4         | 3-2 (T) | 0-2 (U) | 2.0 |
| 2017/18                                          | Europa League | 3Q    | Vlag van Denemarken            | FC Midtjylland     | 4-4 u       | 3-2 (T) | 1-2 (U) | 1.0 |
| Totaal aantal punten voor UEFA coëfficiënten 3.0 |               |       |                                |                    |             |         |         |     |